# Deltote perirrorata
Deltote perirrorata is een vlinder van de familie van de uilen (Noctuidae). De wetenschappelijke naam van deze soort is voor het eerst voorgesteld als Eustrotia perirrorata door George Francis Hampson in een publicatie uit 1918.
De soort komt voor in Zambia.